# Mitzach
Mitzach é uma comuna francesa na região administrativa de Grande Leste, no departamento Alto Reno. Estende-se por uma área de 6,41 km². Em 2010 a comuna tinha 397 habitantes (densidade: 61,9 hab./km²).